# Karin Hagelström

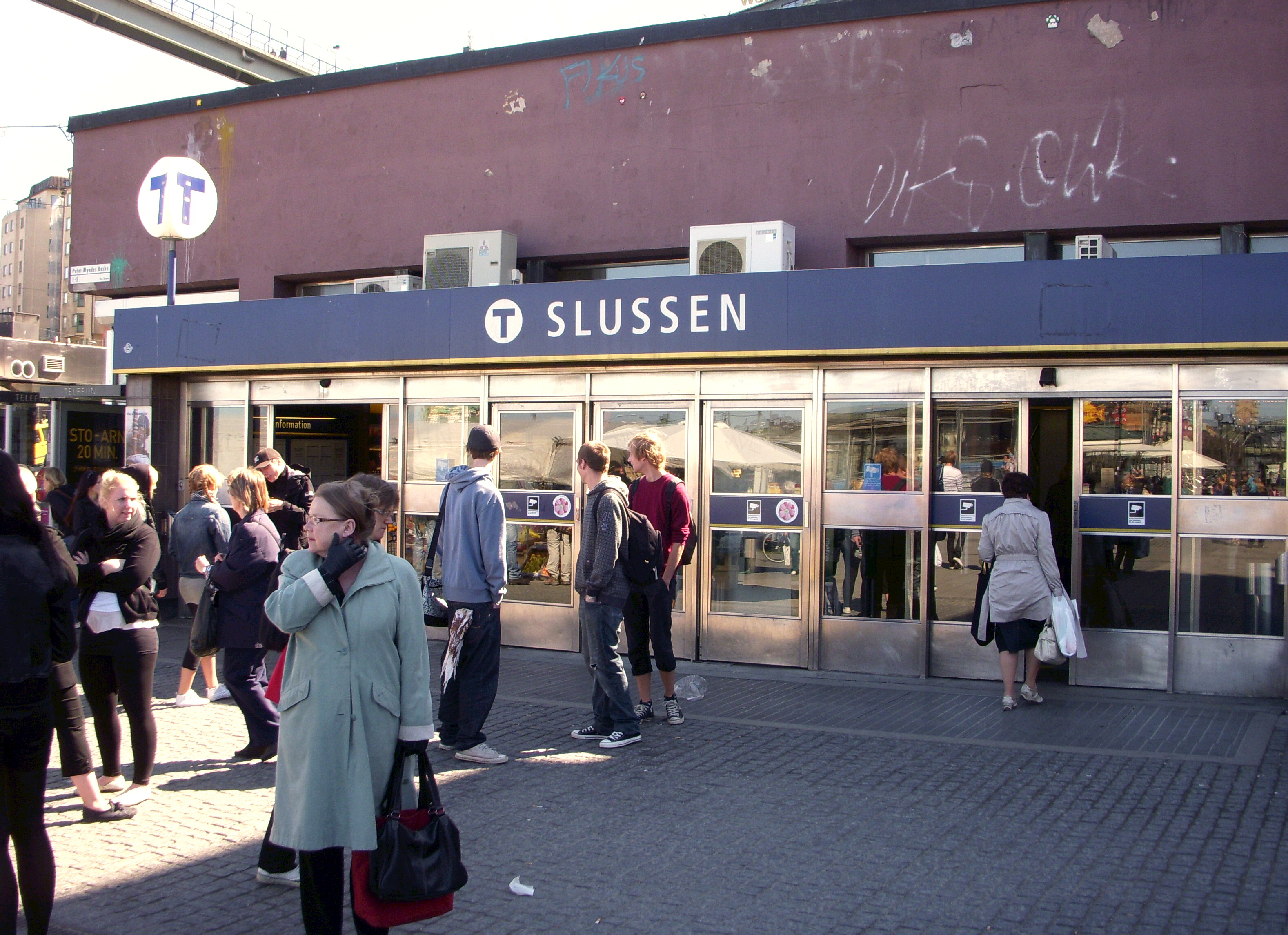
Skyltsystem formgivet av Karin Hagelström

Karin Hagelström, född 23 maj 1967 i Stockholm, är art director, grafisk formgivare och designer med en multidisciplinär inriktning inom strategisk visuell kommunikation. 
Exempel på Karin Hagelströms design finns bland både svenska och internationella företag och organisationer: logotyp och visuell identitet för organisationen SNS Studieförbundet Näringsliv och Samhälle, koncept och skyltar till Fisksätraskolan och Fisksätra folkets hus i Nacka Kommun, samt förpackningar och mönsterkollektioner till japanska Askul i Tokyo. Ett stort synbart publikt projekt som Hagelström har designat är skyltsystemet i Stockholms T-bana för SL Storstockholms Lokaltrafik, från 1999–2000. 
Karin Hagelström har även gjort sig känd som upphovsman och formgivare för flera egna produkt- och mönsterkollektioner, bland annat för sina drinkunderlägg och bordstabletter, som under närmare ett decennium sålts på Designtorget och rönt exportframgångar. En annan tidig, mer känd produkt är ”Ljusstake Våg” från 1995 i silverfärgat gjutjärn. 
Hagelström är sedan 2010 styrelseledamot i Illustratörcentrum och för organisationen Shecreatives.com (2009–2010). Är också medlem i organisationen Svenska Tecknare. Hagelström har varit lärare i visuell kommunikation på Beckmans designskola, föreläsare och gästlärare vid arkitekturprogrammet på Kungliga Tekniska Högskolan och vid Karlstad Universitet. Hagelström började tidigt arbeta med webb och TV- grafik: först på Sveriges Television, senare på TV3 Direkt – en nyhetssatsning från TV 3 och Kinnevikkoncernen – där hon även var med i uppstartsskedet; därefter på byråer med mer digital inriktning. 
Hagelström finns representerad i böckerna ”Patterns in graphics” publicerad på Pie Books, Japan 2010, ”Scangrafik – 30 days of Scandinavian Graphic Design” publicerad i Tyskland 2011, samt ”Exiting World of Patterns” på tyska Zeixs Verlag, år 2009, samt tidigare "SWEGD, Swedish Graphic Designers" på Arvinius förlag.
Karin Hagelström har examen från Konstfack med en MFA (Master of Fine Art) i Grafisk design & Illustration samt har studerat vid Parson's College of Art and Design Los Angeles.

## Priser, utmärkelser och stipendier
- Utmärkt Svensk Form